# Северо-Тихоокеанская экспедиция Джесупа

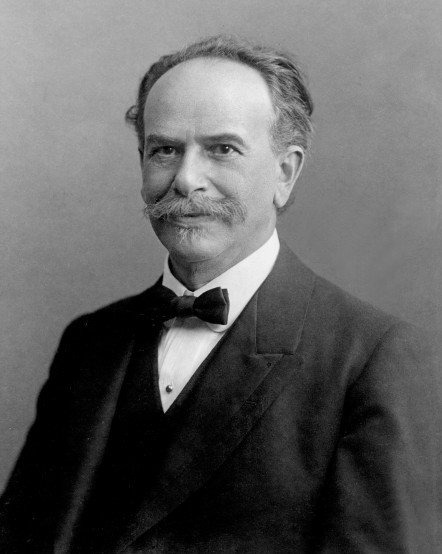
Франц Боас, инициатор и научный руководитель экспедиции

Джесуповская Северо-Тихоокеанская экспедиция (англ. Jesup North Pacific Expedition) — масштабная этнографическая и лингвистическая экспедиция, проведённая в 1897—1902 годах в малоизученные районы Северо-Восточной Азии и северо-западного побережья Северной Америки, включая российские Восточную Сибирь и Дальний Восток. Организатором и спонсором экспедиции выступил Американский музей естественной истории в лице его президента, бизнесмена и мецената Морриса Джесупа, благодаря чему она была названа его именем. Планирование и научное руководство экспедицией, а также частичный сбор материала, осуществлял американский антрополог с мировым именем Франц Боас. Помимо него, участие в различных этапах экспедиции приняли ряд нанятых музеем специалистов, в том числе российские учёные Владимир Богораз и Владимир Иохельсон.
В ходе экспедиции были изучены быт, традиции и культура народов севера, в том числе айнов на Сахалине, эвенов, эвенков и якутов в Восточной Сибири, юкагиров, чукчей и коряков на Дальнем Востоке, сибирских и американских эскимосов, индейцев северо-западного побережья квакиутл, сэлиш, белла-кула (нухальк) и нлакапамух. Был собран значительный этнологический, антропологический и лингвистический материал, в том числе с использованием передовых на то время технологий — фотографии и фонографа. Основной вывод, сделанный на основании результатов экспедиции — районы Крайнего Севера по обе стороны Берингова пролива представляют собой единый этнокультурный регион. По мнению современных антропологов, в ходе экспедиции была доказана гипотеза, что предки современных народов Америки переселились на этот континент из северо-восточной Азии через Берингов пролив или, как впоследствии выяснилось, «Берингийский перешеек» — участок суши между двумя континентами, исчезнувший 10—11 тыс. лет назад в результате глобального потепления.

## Предпосылки
На рубеже XIX—XX веков среди антропологов господствовала теория расовой эволюции (под влиянием работ французских и немецких философов, в частности Ж.-А. де Гобино), согласно которой представители одной расы находятся на более высокой ступени развития, нежели чем представители других. Одним из противников этой теории и, соответственно, сторонником культурного релятивизма являлся молодой учёный немецкого происхождения Франц Боас. Он полагал, что, к примеру, «изучая небольшое племя в Британской Колумбии, он может узнать об истории человечества столько, как если бы изучал великую цивилизацию».
Ко времени принятия на работу в Американский музей естественной истории в качестве помощника куратора отдела антропологии в 1896 году Боас уже успел познакомиться с культурой эскимосов Баффиновой Земли и индейцев северо-западного побережья, и собрать существенную коллекцию предметов быта. Учёный познакомился с народами северо-запада американского континента, когда в 1882—1883 годах готовил выставку для Королевского этнологического музея Берлина. В период между 1888 и 1895 годами он совершил несколько кратковременных поездок в Британскую Колумбию под эгидой Британской ассоциации содействия развитию науки, работал над организацией экспозиций в берлинском Императорском этнографическом музее и Всемирной выставке 1893 года в Чикаго.
Со своей стороны, музей также был вовлечен в сбор материалов северо-западного побережья. В 1880—1885 годах суперинтендант по делам индейцев (англ. Superintendent of Indian Affairs) в Британской Колумбии Исраэль Пауэлл передал в фонд музея 791 предмет, созданный местными коренными жителями, в том числе самое большое в своём роде военное каноэ. С 1888 по 1893 год музей приобрел более 4000 артефактов тлинкитов у лейтенанта Джорджа Эммонса (George Thornton Emmons), собранных им во время военно-морской службы на Аляске.
Боас нашёл собранный материал выдающимся, однако в нём не хватало предметов быта племён острова Ванкувер, которыми он занимался ранее. Без них, полагал учёный, не просматривалась общая картина культуры народов севера континента. Кроме них, в музее отсутствовали аналогичные материалы из примыкающих к Северной Америке районов Северо-Восточной Азии. Будучи последовательным сторонником культурного релятивизма, Боас захотел изучить родственные и культурные связи между племенами на обоих берегах Берингова моря, чтобы найти общие закономерности, которые управляют ростом человеческой культуры и человеческой мысли. С этой целью он совместно с куратором отдела антропологии музея Фредериком Путнамом представил директору музея Моррису Джесупу план шестилетней этнографической экспедиции, целью которой был всесторонний сравнительный анализ населяющих эту территорию культур. Джесуп же на первый план выдвинул проверку существовавшей на тот момент теории происхождения индейцев от народов Сибири и Дальнего Востока.

## Экспедиция и её участники

### Американская сторона

#### Франц Боас и Джордж Хант
На тихоокеанском побережье Британской Колумбии сбором музейного материала занимались руководитель экспедиции Франц Боас и его помощник Джордж Хант (George Hunt, 1854—1933). Хант, чья мать была этнической тлинкиткой, вырос в северной части острова Ванкувер по соседству с индейской общиной квакиутл и свободно владел их языком. Боас познакомился с Джорджем в 1888 году, когда тот уже около 10 лет собирал индейские артефакты для Исраэля Пауэлла. Когда в 1900 году Ханта арестовали за участие в запрещённой канадским правительством индейской церемонии потлач, Боас помог с оплатой адвоката и способствовал его оправданию на суде.
В экспедиции Джордж Хант сыграл решающую роль в коллекционировании и переводе мифов народа квакиутль. Кроме этого, он находил и выкупал предметы быта аборигенов, среди которых значились ритуальные маски, одежда и погремушки шаманов, огромные резные чаши, разукрашенные сундуки, резные изделия из кости, праздничная посуда и тотемные столбы. Сотрудничество Боаса и Ханта вышло далеко за рамки собственно экспедиции и продолжалось 45 лет с 1888 по 1933 годы.

#### Ливингстон Фарранд
Ливингстон Фарранд (Livingston Farrand, 1867—1939), врач и антрополог из Колумбийского университета, принял участие в нескольких поездках на западное побережье Америки. В 1897 году он сопровождал и ассистировал Францу Боасу на самом первом этапе экспедиции в Британскую Колумбию. В 1900 году он, на этот раз самостоятельно, выехал в районы компактного проживания народа чилкотин — горную тайгу и альпийские луга на склонах Берегового хребта к западу от долины реки Фрейзер в Британской Колумбии. Наконец, в 1902 году Фарранд собирал мифы народа хейльтсук (белла-белла) в районе фьорда Риверс-Инлет в 65 км к северу от острова Ванкувер, а также совершил краткосрочные поездки на побережья американских штатов Орегон и Вашингтон. В результате вышло несколько значимых работ о культуре индейцев, в одной из которых, «Обычаи индейцев чилкотин» (англ. Traditions of the Chilcotin Indians), он продемонстрировал, как мифы одних индейских племён заимствуются из мифов других.

#### Харлан Смит
Харлан Смит (Harlan I. Smith, 1872—1940) в рамках экспедиции выполнял археологическую часть работ. В его обязанности входило вскрытие старых могильников и антропометрическое исследование скелетов, в частности измерение пропорций тела и головы. Кроме этого, Смит делал гипсовые слепки, много фотографировал и сравнивал собранный им материал с материалом, добытым Владимиром Иохельсоном и Джерардом Фоуком в Азии. В 1897 году Смит самостоятельно работал в долине реки Томпсон, окрестностях городов Камлупс и Литтон в Британской Колумбии, которую населяли племена салишей — нлакапамух и никола. Впоследствии он занимался лишь фотосъёмкой и изготовлением слепков, помогая Боасу в долине реки Скина и городе Принс-Руперт, а также Фарранду в селении Белла-Белла.

#### Джон Свантон
Лингвист и знаток языка хайда Джон Свантон (John R. Swanton, 1873—1953) принимал участие экспедиции в качестве эксперта Бюро американской этнологии, которое наполовину оплачивала его услуги и имело доступ к результатам исследования. Он занимался записыванием устных рассказов с их последующей расшифровкой, только за период с осени 1900 по лето 1901 года записав свыше 40 тыс. строчек текста. Проработав переводчиком 3,5 года, Свантон опубликовал ряд работ о языках хайда и тлингит: «Заметки по языку хайда» (англ. Notes on the Haida Language, 1902), «Письменность и мифы хайда, диалект скайдгейт» (англ. Haida Texts and Myths, Skidegate Dialect, 1905), «Вклад в этнологию хайда» (англ. Contributions to the Ethnology of the Haida, 1905), «Письменность хайда, диалект массет» (англ. Haida Texts, Masset Dialect, 1908), «Социально-бытовые условия, поверья и соотношение языков тлинкитов» (Social англ. Condition, Beliefs, and Linguistic Relationship of the Tlingit Indians, 1908), «Мифы и письменность тлинкитов» (англ. Tlingit Myths and Texts, 1909), «Песни хайда» (англ. Haida Songs, 1912) и «Индийские племена Северной Америки» (англ. The Indian Tribes of North America, 1952).

#### Джеймс Тейт
Выходец из Шотландии Джеймс Тейт (James Teit, 1864—1922) эмигрировал в Канаду в 1883 году. Он, не имея высшего образования, всё же овладел рядом европейских, и что было особенно важно для Боаса, индейских языков. Женившись на женщине из племени нлакапамух по имени Люси Артко, он так свободно говорил на диалектах салишей — нлакапамух, лиллуэтов и шусвапов — что даже индейцы не могли распознать акцент. Боас познакомился с Тейтом ещё до своего прихода в музей в 1894 году и сразу же нанял его к себе на работу. В первый год экспедиции Тейт в команде Боаса записывал на фонограф рассказы и песни индейцев сэлиш и никола в общине Спенсес-Бридж, после чего сопровождал руководителя экспедиции в пятинедельном путешествии из Спенсес-Бридж в общину Белла-Кула. Спустя год вышла в свет работа Тейта «Традиции индейцев долины реки Томпсон» (англ. Thompson River Indians), а ещё через два года ещё одна книга — «Индейцы Томпсон из Британской Колумбии» (англ. Thompson Indians of British Columbia).

### Азиатская сторона

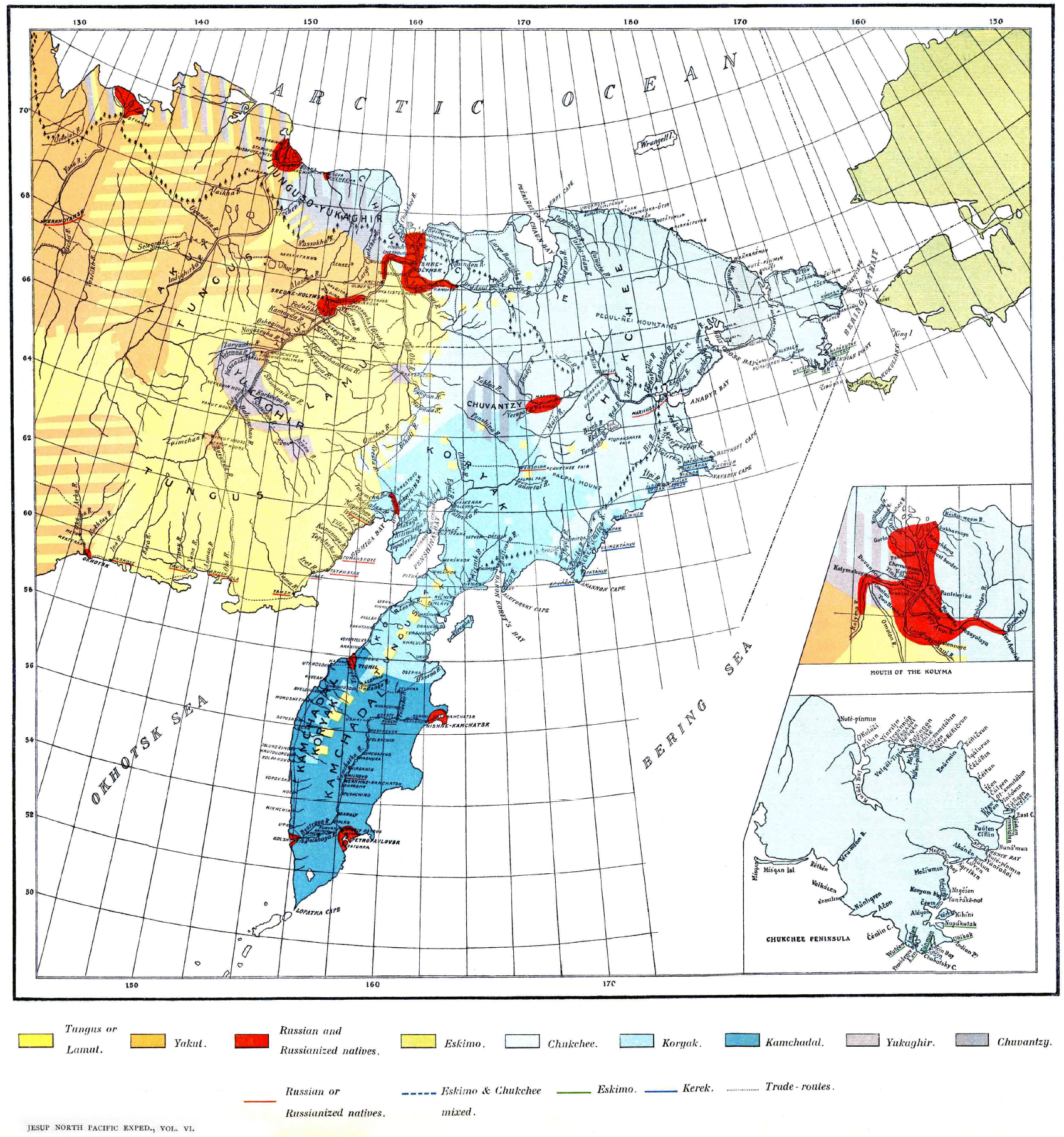
Карта народов Восточной Сибири и Дальнего Востока, составленная по итогам экспедиции

Задачи и условия работы в Америке и Азии разительно отличались между собой. Как указывают авторы посвящённой экспедиции статьи в научном журнале «American Anthropologist», «если на американском континенте наиболее значимые трудности были связаны с конкуренцией между институтами, в частности между Американским и Филдовским музеями естественной истории, то в Азии путешественников ожидал целый клубок проблем, связанных с политической слежкой, суровым климатом, изменчивым ландшафтом, ужасающими условиями жизни, слабостью инфраструктуры и огромными расстояниями, которые приходилось преодолевать на лошадях, оленьих и собачьих упряжках, лодках и плотах, а также пешим ходом».
Азиатский этап экспедиции, начавшийся через год после американского, включал в себя две различные области исследования: Сахалин и долину Амура с одной стороны, и северную часть Сибири с побережьем Берингова моря с другой. Южную группу возглавил молодой немецкий синолог, выпускник Лейпцигского университета Бертольд Лауфер, включив в неё археолога Джерарда Фоука, известного по раскопкам древних культур на юге Аляски и в Британской Колумбии.
На севере работали два русских отряда при тесном взаимодействии друг с другом: один — Охотско-Колымский — возглавил Владимир Ильич Иохельсон, второй — Анадырский — Владимир Германович Богораз. Оба русских экспедитора, дружившие друг с другом, стали учёными-этнографами в силу сложившихся обстоятельств. Революционеры-народовольцы, они увлеклись изучением быта и культуры местного населения во время ссылки, в которую их отправило царское правительство за связи с запрещёнными политическими организациями. В особенности это относилось к Иохельсону, который за время ссылки стал заметным этнологом, изучая быт, язык и традиции юкагиров. Богораз в это время жил среди чукчей и изучал их язык, а затем подготавливал словарь чукотского языка. В 1894—1896 годах оба народника приняли участие в экспедиции Русского географического общества по изучению народов, населяющих Якутию (финансировал экспедицию золотопромышленник И. М. Сибиряков, отсюда её название — «Сибиряковская»). Имя теперь уже бывших ссыльных стало известно в Петербурге; и кандидатура Иохельсона как руководителя экспедиции пришла на ум В. В. Радлову, востоковеду и члену-корреспонденту Императорской академии наук, когда к нему за помощью обратился Боас.
В первоначальные планы Боаса не входило глубокое исследование внутренних районов Сибири, он лишь планировал «собрать некоторое количество сведений о племенах Охотского моря и западного побережья Берингова пролива, не углубляясь в подробности». Однако поставленные Иохельсоном и Богоразом условия, что экспедиция должна быть более обширной (в частности, охватить живущих далеко от побережья юкагиров), исчерпывающей и значит дорогой, поставила работодателей перед выбором: либо согласиться на более высокие затраты и получить высокое качество исследования, либо довольствоваться малым с другим составом участников. В последнем случае получившим мировое признание русскими могли заинтересоваться другие конкурирующие институты, в конечном счёте получив лучшие результаты.

#### Бертольд Лауфер

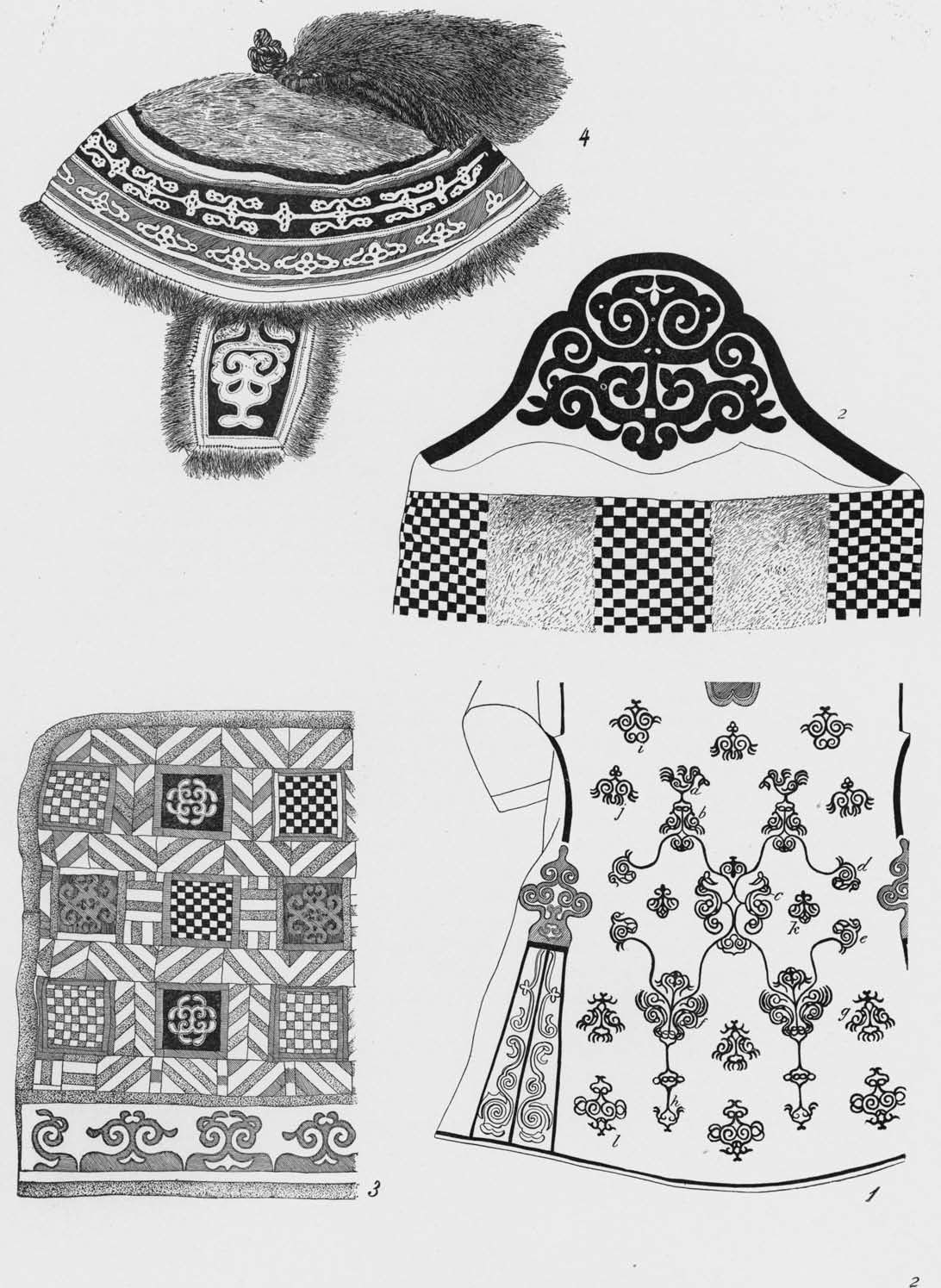
Предметы прикладного искусства, собранные Бертольдом Лауфером в долине Амура:
1. Нанайское шёлковое женское пальто с вышивкой.
2. Эвенкийский кисет.
3. Узор на эвенкийском переднике из рыбьей чешуи.
4. Нанайская охотничья шапочка.

Первыми в Россию через Владивосток в 1898 году прибыли Лауфер и Фоук. В июне они вместе остановились в этом городе и спустя несколько дней посетили Хабаровск, после чего их пути разошлись. Местом своей работы Лауфер выбрал Сахалин — остров, где в начале XX века помимо многочисленных исправительных учреждений имелись поселения аборигенов — нивхов (гиляков), эвенков, ороков, и айнов. В июле Лауфер в сопровождении немецкого инженера и переводчика русского языка Фридриха Клейе сошёл на берег Александровского поста (ныне — город Александровск-Сахалинский), в те годы административного центра острова. Здесь он посетил местный краеведческий музей и встретился с одним из его создателей — политическим ссыльным Б. О. Пилсудским, известным деятелем революционного движения.
После этого начался основной этап работы. С июля по сентябрь Лауфер провёл в северной, наименее посещаемой части острова, где сохранился традиционный уклад местных жителей. В отдалённые стойбища нивхов и айнов исследователи добирались на лодке по реке Тымь. О результатах поездки можно судить по отчёту, который Лауфер по возвращении в Александровский пост составил Боасу:

Я записывал слова на гилякском и двух очень разных тунгусских языках, а также серию текстов на двух последних языках, в то время как там не было гиляков переводчиков говорящих по-русски. Я сделал около ста измерений и продолжил изучение физических типов и культуры этих племён, особенно в отношении их декоративного искусства. Я добыл интересные предметы вместе с хорошим объяснениями, повседневной жизни, рыболовства и охоты, социальной организации, шаманизму, медицине и так далее, их целебные методы. Я получил очень важную коллекцию амулетов, защищающих от болезней и представляющую фигуры разных животных. Кроме того, я записал множество японских песен и рассказов, которые услышал от рыбаков, находившихся летом на побережье. Я измерил также и японцев.

В сентябре Лауфер встретился с Фоуком, который на короткое время прибыл к нему на Сахалин. В ходе этой встречи последний принял решение закончить своё участие в экспедиции и вернуться в США. Лауфер, проболевший два месяца, смог вернуться к работе лишь в ноябре. На нивхском стойбище возле селения Рыковское (на территории современного Тымовского городского округа) стал свидетелем «Медвежьего праздника». В устье реки Поронай он собирает предметы традиционной культуры айнов (стойбище Тарайка) и ороков (стойбища Муйка, Валит и Уну). Двигаясь на нартах по восточному побережью далее на юг, Лауфер посетил айнские стойбища Наёро и Найбучи, где приобрёл несколько предметов быта и составил языковые записи. В конце путешествия он провёл 3 недели в Корсакове, после чего вернулся на Александровский пост. 21 марта 1899 года Лауфер покинул Сахалин и по зимнему пути на собаках выехал в Николаевск.
Апрель и май Лауфер провёл в Хабаровске, заглянул в местный краеведческий музей, собрал коллекцию предметов среди окрестных нанайских общин, записал мифы и легенды. С началом навигации по Амуру он путешествовал вниз по реке, сделал остановки в селениях нивхов, ульчей и русских переселенцев. Наконец, на реке Амгунь он приобрёл небольшую коллекцию предметов оленеводства у негидальцев. В 1903 году, уже после официального окончания экспедиции Лауфер по просьбе Боаса он пересёк границу Китая и приступил к изучению народов этой страны, однако вскоре вследствие недружелюбного отношения к иностранцам и прекращения финансирования со стороны Джесупа вынужден был покинуть её и вернуться в США.

#### Джерард Фоук
Результаты работы Джерарда Фоука оказались наименее удовлетворительными как для него самого, так и для Франца Боаса. По мнению директора Сахалинского областного краеведческого музея Татьяны Петровны Роон, причиной неудачи этого немецкого археолога стали несколько факторов, среди которых она особо отметила языковой и культурный барьер между ним и местным населением. Не получалось у Фоука и фотографирование: часть снимков была испорчена, другая оказалась неудовлетворительной. Летом и осенью 1898 года Фоук провёл археологическое обследование в районах населённых пунктов Мариинское, Нижнетамбовское, Верхнетамбовское, Софийск, однако не нашёл следов древних стоянок, и после короткой встречи с Лауфером на Сахалине покинул территорию страны.

#### Владимир Иохельсон

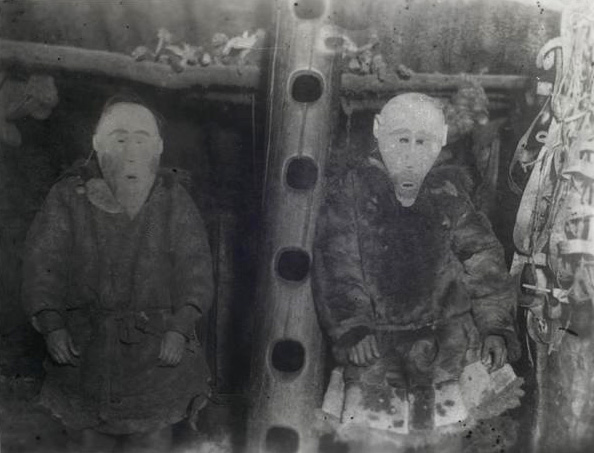
Коряки в масках. Фото В. И. Иохельсона

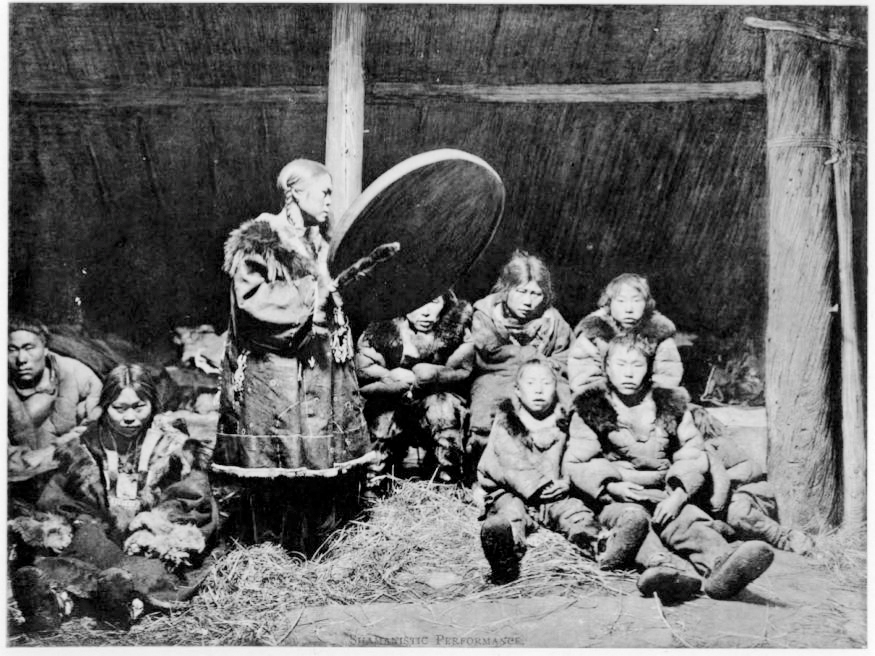
Корякская женщина-шаман. Фото В. И. Иохельсона

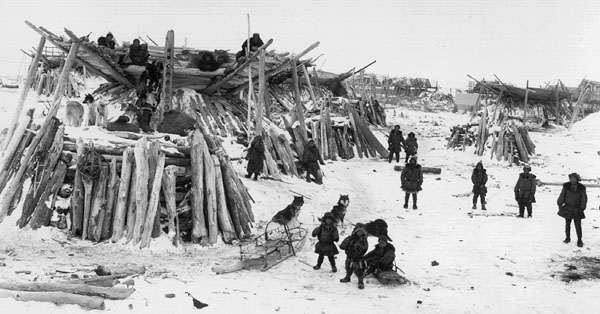
Жилища коряков. Фото В. И. Иохельсона

К весне 1900 года после длительных переговоров и согласований был утверждён окончательный план и состав участников северо-сибирского этапа экспедиции, руководителем которого и ответственным за сохранность коллекции был назначен Иохельсон. Кроме него и Богораза, в группу официально вошли зоолог Норман Г. Бакстон и географ Александр Аксельрод из Цюриха, а также без отдельного содержания жёны исследователей — Дина Йохельсон-Бродская и Софья Богораз.
Все участники встретились во Владивостоке в мае 1900 года, откуда планировалось отправиться в Гижигу в северной части Охотского моря, однако из-за ранней навигации пароход в сторону этого села отправился раньше запланированного срока. Далее пути экспедиторов разошлись: Богораз с супругой отправился на Чукотку в Анадырь (в те годы — недавно образованный пост Ново-Мариинск), а остальные участники экспедиции остались ждать следующий пароход, запланированный на июль.
В Гижигу, которая была выбрана в качестве базы, экспедиторы прибыли в начале мая 1900 года, после чего в конце августа перебрались в посёлок Кушка в устье реки Гижига. Бакстер занялся сбором коллекции флоры и фауны для музея, остальные члены отряда в сопровождении переводчика, казаков и двух проводников предприняли поход на лошадях через тундру и сопки в места проживания коряков на мыс Тайгонос. До февраля 1901 года этнографы работали среди приморских коряков, чьи селения находились на берегах Гижигинской и Пенжинской губ, остаток зимы провели в лагерях оленных коряков в глубине полуострова. В селе Кьюле Иохельсон стал свидетелем записанного им «Праздника кита» (Полъа) — торжества, в котором убитый кит приносится в селение, где ему устраивают различные почести, затем возвращается в море, чтобы рассказать своим родственникам о гостеприимном приёме и вернуться вместе с ними через следующий год. Кроме этого, была собрана значительная коллекция одежды и утвари, записаны фонографические записи сказок, камланий и песен, сделано множество фотографий. Дина Йохельсон-Бродская, получившая в Университете Цюриха степень магистра медицины, занималась в экспедиции антропологической и медицинской работой, а также выполнила большую часть фотосъёмок.
В декабре 1900 года в селе Каменское Иохельсон встретился с прибывшим туда Богоразом. Пока последний находился там, Иохельсон отправил Аксельрода в Ново-Мариинск на помощь жене Богораза Софье. В мае 1901 года Иохельсон с женой провёл в Кушке, занимаясь упаковкой и составлением каталога собранной коллекции; в июне отправился в устье реки Наяхан, где в это время собралась большая группа кочующих эвенов, и на обратном пути посетил лагерь приморских коряков в устье реки Овекова. Результатом этой поездки стала большая коллекция этнографического материала, в том числе серия фотографических портретов.

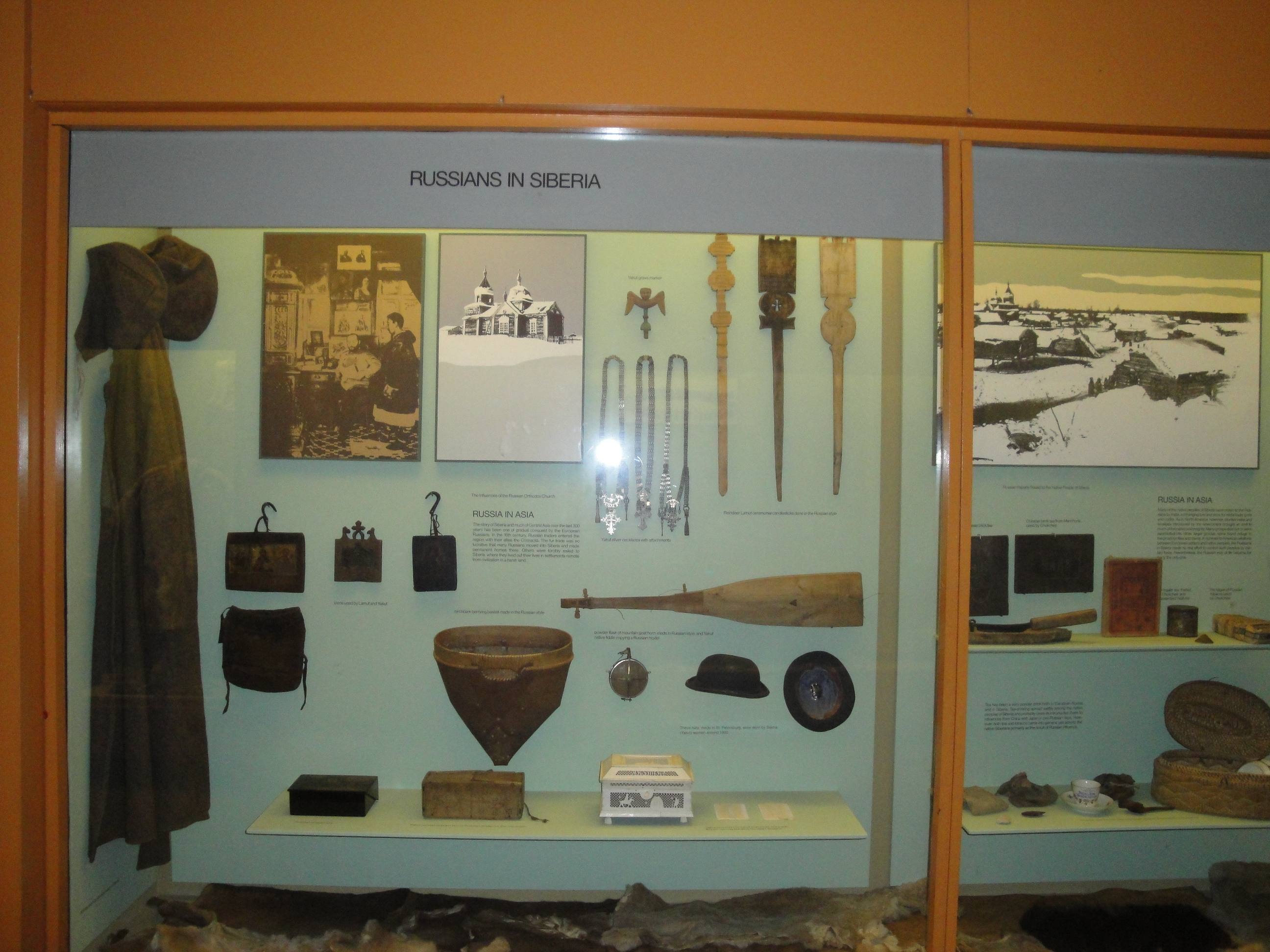
Предметы быта, собранные участниками экспедиции в экспозиции музея

В августе 1901 года Иохельсон в компании своей жены, проводника-эвенка Машки, колымского купца якута Слепцова, юкагира Алексея Долганова и нанятых проводников-погонщиков совершил исключительно сложный переход вглубь материка через болота, тайгу, каменистые перевалы и горные реки из Гижиги в посёлок Верхнеколымск на Колыме, занявший 46 дней. Целью перехода было желание собрать коллекцию у юкагиров — сибирского народа, с которого во время ссылки началось увлечение Иохельсона этнографией. По словам исследователя, их группа стала первыми европейцами, пересёкшими Становой хребет в этом месте. В ходе путешествия часть продуктов промокла и испортилась, оставив экспедицию на полуголодное существование. Перейдя хребет, отряд вышел в верховья реки Коркодон, отпустил погонщиков с лошадьми и стал сплавляться вниз по течению на плоту. Этот сплав по горной реке, полной порогов и резких изгибов, продолжался 9 дней. Несколько раз плот едва не перевернулся, снаряжение и дневники промокли. Продукты закончились через 2 дня, отряд голодал. Наконец удалось выйти на стойбище юкагиров в нижнем течении реки, где путешественники смогли отдохнуть и пополнить запасы рыбой. Далее экспедиторы сплавлялись по Коркодону и Колыме на лодке, а последние 64 км, после того как река замёрзла, прошли пешком. В Верхнеколымск отряд прибыл 9 октября 1901 года.
До февраля 1902 года Иохельсон находился на Колыме, собирал материал о юкагирах и других народах севера, а также русских старожилах. Он посетил селения юкагиров на реке Ясачная и в тундре к западу от реки, записал русский старожильческий фольклор в устье реки Омолон, собрал этнографический материал в якутских посёлках Сылгы-Ытар и Олбут, записал на фонограф камлание якутского шамана в местечке Манчурах, присутствовал на похоронах эвенки. В Среднеколымске Иохельсона встретили другие политические ссыльные, которые помогли ему с проявкой фотографий, упаковкой коллекции и антропологическими измерениями. 5 марта экспедиция из Среднеколымска на лошадях отправилась в Якутск, куда прибыла 25 апреля. В Якутске Иохельсон задержался до 16 июля, собирая коллекцию в окрестных якутских стойбищах. 8 августа отряд прибыл в Иркутск, где сел на поезд и доехал до Санкт-Петербурга.

#### Владимир Богораз

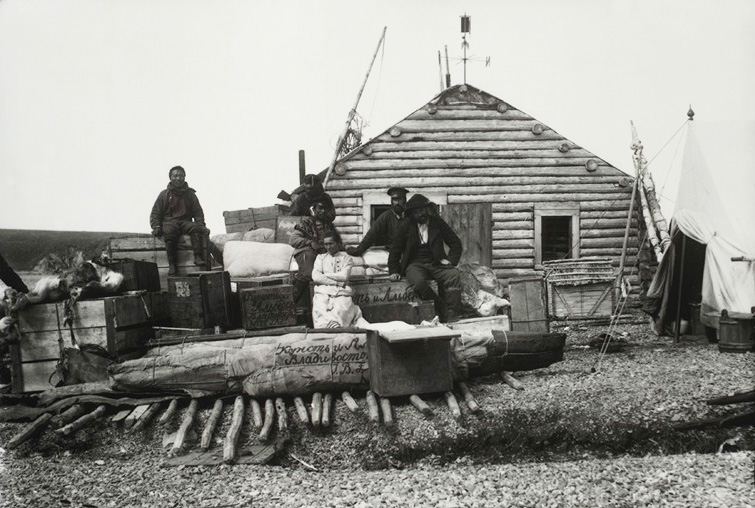
Владимир Богораз (справа) с женой в Ново-Мариинске готовит к отправке собранную этнографическую коллекцию

Расставшись с Иохельсоном и остальными членами группы, Богораз 4 июня 1900 г. на почтовом пароходе «Байкал» отправился в Ново-Мариинск (современный Анадырь), наиболее северный посёлок на восточном побережье России. Оттуда он планировал исследовать расположенные ещё дальше к северу и востоку селения чукчей и эскимосов, однако из-за бушевавшей в этот год эпидемии кори, унёсшей около трети жизней полуострова, проводники отказывались ехать. В итоге он ограничился сбором материала среди оленных чукчей, проводивших лето на побережье Анадырского лимана. В обмен на чай, табак, муку и бисер он приобретал у них предметы из резной кости, амулеты, каменные наконечники и фигурки идолов, а также много фотографировал, делал антропометрические измерения и изучал эскимосский язык.
В ноябре Владимир Богораз около месяца путешествовал на собачей упряжке из Ново-Мариинска в село Каменское на Камчатке, по пути объезжая селения оседлых коряков и ительменов: Ильпи, Укилян и Ватыйкан В Каменском он встретился с Иохельсоном, Бакстоном и Аксельродом, которые в это время исследовали оленных коряков, провёл в посёлке около месяца и затем отправился в четырёхмесячное путешествие на собаках по глухим районам северной Камчатки, объезжая наиболее отдалённые посёлки кереков, а также познакомился с группой чукчей, кочующих по рекам Апука, Хатырка и Великая.
Софья Богораз вместе с прибывшим к ней на подмогу в декабре 1900 года Аксельродом всё это время занималась сбором и обработкой этнографического материала в Ново-Мариинске, а также посетила две ярмарки в селе Марково в среднем течении Анадыря, где приобрела для музея предметы от приехавших туда жителей рек северной Сибири от Оби до Камчатки. В марте 1901 года Владимир Богораз вернулся в Ново-Мариинск, где составил отчёт для музея. Спустя месяц ему всё же удалось выехать на северное побережье Берингова моря вплоть до мыса Чаплина, где в посёлке Чаплино он два месяца собирал предметы быта и образцы фольклора у приморских чукчей и эскимосов, а также заехал на остров Святого Лаврентия в Беринговом проливе. Не имея возможности вернуться в Ново-Мариинск на пароходе, Богораз отправил собранный им груз в музей вместе с проходящим мимо американским китобойным судном, а сам 7 июня на байдаре вернулся в Ново-Мариинск, а оттуда на пароходе во Владивосток. Здесь он около месяца паковал оставшиеся от Иохельсона ящики с этнографическим содержимым, затем вместе с ними отплыл в Нью-Йорк.

## Итоги
К концу 1902 года полевые работы экспедиции подошли к концу. В годовом отчете музея за этот год Джесуп объявил об успешном завершении экспедиции, хотя к этому времени были опубликованы только два из двенадцати запланированных томов о её работе. Боас настаивал на продолжении исследований, однако президент, уже вложивший в экспедицию 60 тыс. долларов, пригрозил остановить дальнейшее финансирование. Вдобавок у Боаса возник конфликт с новым директором учреждения Хермоном Бампусом относительно музейных приоритетов. В результате в 1905 году Боас подал в отставку и в дальнейшем уже самостоятельно контролировал публикацию результатов экспедиции.
Боас пришёл к выводу, что районы Крайнего Севера по обе стороны Берингова пролива представляют собой единый этнокультурный регион. Изначально учёный был уверен, что сможет доказать, что изученные им племена изначально были одной расой. Вскоре он убедился, что ему нужно собрать больше доказательств, прежде чем делать окончательные выводы. Антропологи второй половины XX века полагают, в ходе экспедиции была доказана гипотеза, что предки современных народов Америки переселились на этот континент из северо-восточной Азии через Берингов пролив или, как впоследствии выяснилось, «Берингийский перешеек» — участок суши между двумя континентами, исчезнувший 10—11 тыс. лет назад в результате глобального потепления.
В 1905—1930 годах была выпущена серия публикаций под общим названием «Memoirs of the Jesup North Pacific Expedition»:
| Том          | Название | Автор                                                | Год       |
| ------------ | --- | ---------------------------------------------------- | --------- |
| v. 1, pt. 1  | Facial paintings of the Indians of northern British Columbia Лицевые зарисовки индейцев севера Британской Колумбии                 | Франц Боас                                           | 1898      |
| v. 1, pt. 2  | The mythology of the Bella Coola Indians Мифология индейцев Белла-Кула [Нухальк]                                                   | Франц Боас                                           | 1898      |
| v. 1, pt. 3  | Archaeology of Lytton, British Columbia Археология Литтона, Британская Колумбия                                                    | Харлан Смит (Harlan Ingersoll Smith)                 | 1899      |
| v. 1, pt. 4  | The Thompson Indians of British Columbia Индейцы реки Томпсон [Нлакапамух] Британской Колумбии                                     | Джеймс Тейт (James Alexander Teit); Франц Боас (Ред) | 1900      |
| v. 1, pt. 5  | Basketry designs of the Salish Indians Дизайн плетёных изделий индейцев сейлиш                                                     | Ливингстон Фарранд (Livingston Farrand)              | 1900      |
| v. 1, pt. 6  | Archaeology of the Thompson River Region, British Columbia Археология долины реки Томпсон, Британская Колумбия                     | Харлан Смит                                          | 1900      |
| v. 2, pt. 1  | Traditions of the Chilcotin Indians Обычаи индейцев чилкотин                                                                       | Ливингстон Фарранд                                   | 1900      |
| v. 2, pt. 2  | Cairns of British Columbia and Washington Каменные пирамиды Британской Колумбии и штата Вашингтон                                  | Харлан Смит; Джерард Фоук (Gerard Fowke)             | 1901      |
| v. 2, pt. 3  | Traditions of the Quinault Indians Обычаи индейцев квинолт                                                                         | Ливингстон Фарранд; W.S. Kahnweiler (Ассистент)      | 1902      |
| v. 2, pt. 4  | Shell-heaps of the lower Fraser River, British Columbia Ракушечные насыпи в низовьях реки Фрейзер                                  | Харлан Смит                                          | 1903      |
| v. 2, pt. 5  | The Lillooet Indians Индейцы лиллуэт [стъатъимк]                                                                                   | Джеймс Тейт                                          | 1906      |
| v. 2, pt. 6  | Archaeology of the Gulf of Georgia and Puget Sound Археология Пролива Джорджии и Пьюджет-Саунд                                     | Харлан Смит                                          | 1907      |
| v. 2, pt. 7  | The Shuswap Шусвап [секвепемк] | Джеймс Тейт                                          | 1909      |
| v. 3         | Kwakiutl texts Письменность [индейцев] Квакиутль                                                                                   | Франц Боас; Джордж Хант (George Hunt)                | 1905      |
| v. 4         | The decorative art of the Amur tribes Декоративное искусство амурских племён                                                       | Бертольд Лауфер (Berthold Laufer)                    | 1902      |
| v. 5, pt. 1  | Contributions to the ethnology of the Haida Вклад в этнологию [народа] хайда                                                       | Джон Свантон (John R. Swanton)                       | 1905      |
| v. 5, pt. 2  | The Kwakiutl of Vancouver Island Индейцы Квакиутль с острова Ванкувер                                                              | Франц Боас                                           | 1909      |
| v. 6         | The Koryaks Коряки | Владимир Иохельсон                                   | 1908      |
| v. 7         | The Chukchee Чукчи | Владимир Богораз                                     | 1904-1909 |
| v. 8, pt. 1  | Chukchee mythology Мифология чукчей                                                                                                | Владимир Богораз                                     | 1910      |
| v. 8, pt. 2  | Mythology of the Thompson Indians Мифология индейцев долины реки Томпсон                                                           | Джеймс Тейт                                          | 1912      |
| v. 8, pt. 3  | The Eskimo of Siberia Эскимосы Сибири                                                                                              | Владимир Богораз                                     | 1913      |
| v. 9         | The Yukaghir and Yukaghirized Tungus Юкагиры и юкагиризированные эвенки                                                            | Владимир Иохельсон                                   | 1926      |
| v. 10, pt. 1 | Kwakiutl texts, second series Письменность [индейцев] Квакиутль, второе издание                                                    | Франц Боас; Джордж Хант                              | 1906      |
| v. 10, pt. 2 | Haida texts, Masset dialect Письменность [народа] хайда, диалект массет                                                            | Джон Свантон                                         | 1908      |
| v. 11        | Craniology of the North Pacific Coast Краниология побережий северной части Тихого океана                                           | Бруно Эттекинг (Bruno Oetteking)                     | 1930      |
| [v. 12]      | Ethnographical album of the North Pacific coasts of America and Asia Этнографический альбом тихоокеанских побережий Америки и Азии |                                                      | 1900      |